# Brachystelma hirtellum
Brachystelma hirtellum är en oleanderväxtart som beskrevs av Weimarck. Brachystelma hirtellum ingår i släktet Brachystelma och familjen oleanderväxter. Inga underarter finns listade i Catalogue of Life.